# ProQuest
Die ProQuest Company ist ein US-amerikanischer Host aus Ann Arbor, Michigan, der sich auf Mikroform- und Netzpublikation spezialisiert hat. ProQuest bietet seinen Abonnenten rund 9000 Titel aus den vergangenen 500 Jahren an. Der größte Teil der nordamerikanischen Hochschulen veröffentlicht seine Dissertationen bei UMI, einer Abteilung des Unternehmens.

## Geschichte
1938 gründete Eugene Power das Unternehmen als University Microfilms und archivierte Dokumente des Britischen Museums auf Mikrofilm. Power erkannte einen Nischenmarkt in der Publikation von Dissertationen auf Mikrofilm, was für Studenten billiger war als eine Printveröffentlichung (vgl. Elektronische Dissertation). Als dieser Markt wuchs, begann das Unternehmen auch Zeitungen und andere Periodika abzufilmen. ProQuest veröffentlichte so viele Dissertationen, dass seine Sammlung digitaler Dissertationen 1999 zum offiziellen Depot der Library of Congress erklärt wurde.
In seiner Autobiographie Edition of one berichtet Power über die Entwicklung des Unternehmens, so z. B. wie University Microfilms mit dem Vorläufer der CIA, dem Office of Strategic Services während des Zweiten Weltkrieges zusammenarbeitete. Die Arbeit bestand zum größten Teil darin, Landkarten und europäische Zeitungen abzufilmen, damit diese billiger und unauffälliger über das Meer transportiert werden konnten.
1967 wurde das Unternehmen von Xerox aufgekauft und 1985 dann von Bell & Howell gekauft. Der Name des Unternehmens wechselte zu dieser Zeit mehrmals: Von University Microfilms zu Xerox University Microfilms, zu University Microfilms International, abgekürzt UMI. 1986 erwarb UMI Data Courier, Eigentümer von ABI/INFORM, von der Familie Bingham. In den 1980er Jahren begann UMI CD-Roms bibliographischer Datenbanken mit Abstracts und Indizes verschiedener Zeitschriften zu produzieren sowie später Online-Abonnements dieser Datenbanken anzubieten. In den 1990er Jahren schienen Microfilm-Medien mit den neuen verfügbaren elektronischen Medien nicht konkurrieren zu können. Das Unternehmen versuchte zu überleben, indem es seinen Elektronischen Handel mit dem Zugang zu Online-Versionen aktueller Periodika forcierte, der hauptsächlich mit Schulen, Universitäten und Bibliotheken abgewickelt wurde. 1995 stellte UMI ausgewählte Datenbanken kostenlos online zur Verfügung, was den Beginn von ProQuest darstellt.
2001 änderte Bell & Howell seinen Namen wegen des Bekanntheitsgrades von ProQuest zu ProQuest Company und die UMI-Abteilung änderte den Namen von Bell & Howell Information and Learning (seit 1999) 2001 zu ProQuest Information and Learning.
2004 erwarb ProQuest das Start-up-Unternehmen Serial Solutions, das Zugangsmanagement und Suchdienste für Inhalte fremder Firmen anbot.
Ende 2006 übernahm die Cambridge Information Group ProQuest und verschmolz es mit dem hauseigenen Cambridge Scientific Abstracts zu ProQuest CSA.
Mitte des Jahres 2008 übernahm ProQuest den Host Dialog von Thomson Reuters.
Anfang 2011 übernahm ProQuest den E-Buch-Anbieter Ebrary, 2015 den Weltmarktführer von Bibliothekssoftware und -dienstleistungen Ex Libris. Der Kaufpreis wird auf rund 500 Millionen US-$ geschätzt.
2019 erwarb der Private Investment Fonds Atairos einen Minderheitsanteil an ProQuest.
Am 17. Mai 2021 berichtete Roger C. Schonfeld via Twitter über den beabsichtigten Kauf von ProQuest durch Clarivate. Als Kaufsumme wurden $5,3 Mrd. angegeben.

## Angebot
ProQuest bietet unter anderem folgende Datenbanken an:
- Periodical Contents Index
- Periodicals Archive Online
- CSA Illumina

Außerdem entwickelt ProQuest den Linkresolver 360 Link.
Konkurrenten des Unternehmens sind beispielsweise EBSCO Publishing, LexisNexis und Ovid Technologies.